# Temnolopha abstrusana
Temnolopha abstrusana är en fjärilsart som beskrevs av Kuznetsov 1988. Temnolopha abstrusana ingår i släktet Temnolopha och familjen vecklare. Inga underarter finns listade i Catalogue of Life.